# Savoia-Marchetti SM.85
Савоя-Маркетті SM.85 (італ. Savoia-Marchetti SM.84) — італійський пікіруючий бомбардувальник, що перебував на озброєнні військово-повітряних сил Італії під час Другої світової війни. Єдиний пікіруючий бомбардувальник італійського виробництва, через невдалу конструкцію майже не використовувався.

## Історія створення

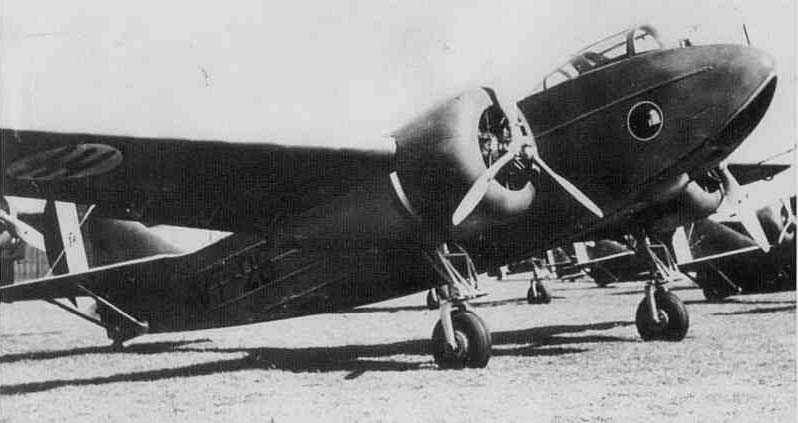
Для покращення огляду кабіна SM.85 була максимально зсунута вперед.

Перший пікіруючий бомбардувальник SM.85 розроблявся під керівництвом Алессандро Маркетті — 1935 року. Це був дерев'яний двомоторний моноплан з висувним шасі. Бомба розміщувалась в внутрішньому відсіку і під час піке виводилась за допомогою спеціальної підвіски. Як повітряні гальма мали використовуватись закрилки.
Перший прототип піднявся в повітря 19 грудня 1940 року. Він оснащувався двигунами Piaggio P.VII RC35 потужністю 500 к.с. Озброєння складалось з двох курсових 7,7-мм кулеметів. Нормальне бомбове навантаження — 500 кг (1 × 500, або 2 × 250), але можна було завантажити і 800 кг бомбу. Швидкість і швидкопідйомність були явно незадовільними, але воєнні вирішили замовити невелику партію з 34 літаків для навчання бомбардування з піке.

## Тактико-технічні характеристики

### Технічні характеристики
- Довжина: 10,4 м
- Висота: 3,33 м
- Розмах крила: 14,0 м
- Площа крила: 25,8 м ²
- Маса порожнього: 2950 кг
- Маса спорядженого: 4190 кг
- Двигун: 2 × Piaggio P.VII RC35
- Потужність: 2 × 500 к. с.

### Льотні характеристики
- Максимальна швидкість: 368 км/год
- Дальність польоту: 870 км
- Практична стеля: 6500 м

## Історія використання

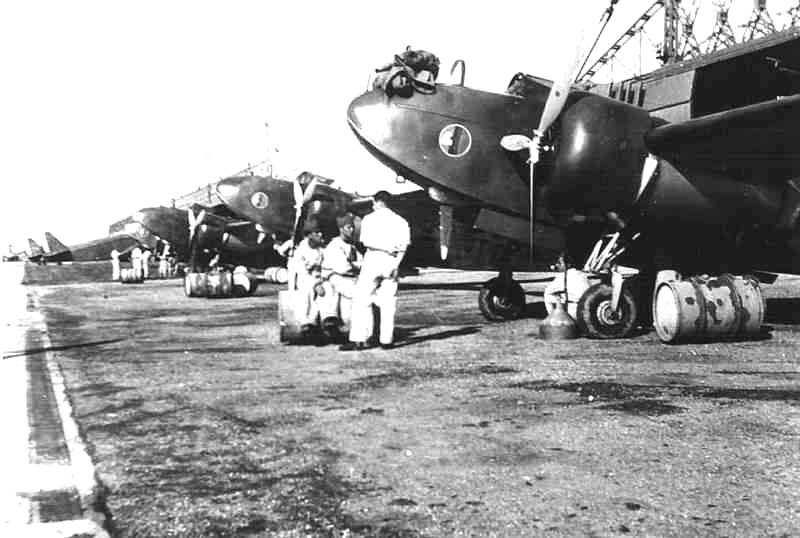

На початку 1939 року SM.85 надійшли на озброєння 96-ї окремої групи пікіруючих бомбардувальників. На початку червня 1940 року її перекинули на острів Пантеллерія звідки вона мала діяти по Мальті і кораблях противника. З 10 червня було здійснено декілька вильотів, після чого групу перекинули на Сицилію. В вологому і теплому кліматі дерев'яний планер деформувався, що призводило до багатьох проблем, з часом SM.85 просто не могли літати, тому їх було утилізовано.